# Michele Steno

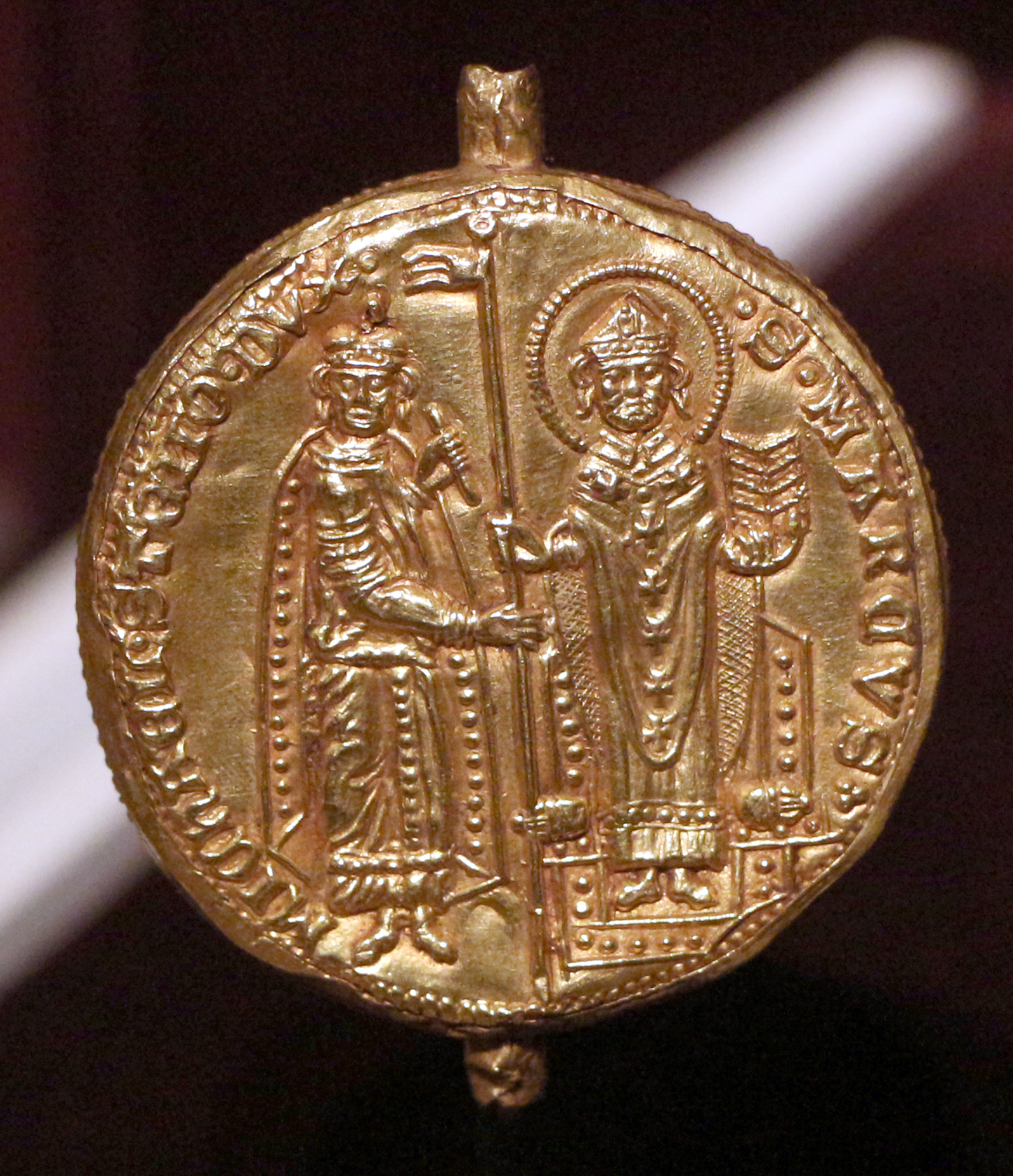
Siegel des Dogen Michele Steno; der Evangelist Markus und der Doge halten mit ihrer rechten Hand das Banner, in der linken hält der Doge die zusammengerollte Promissio ducale, eine Reihe von Versprechen, die er vor der Amtseinführung beeiden musste.

Rückseite

Michele Steno, in seinen Urkunden Michael Steno (* um 1331 in Venedig; † 26. Dezember 1413 ebenda), war von 1400 bis 1413, folgt man der Zählweise der staatlich gesteuerten Geschichtsschreibung der Republik Venedig, ihr 63. Doge.
1355 löste Steno durch einen Affront gegenüber dem Dogen, für den ihn der Rat der Zehn zu einem Monat Gefängnis verurteilte, den Umsturzversuch des Marino Falier aus. Er stieg dennoch bis 1370 selbst in den Rat der Zehn auf. Wegen einer militärischen Fehlentscheidung im Chioggia-Krieg gegen Genua wurde er 1379 erneut verurteilt, diesmal jedoch nur zu einem Jahr Amtsverzicht. 1381 gelang ihm ein wichtiger außenpolitischer Erfolg, hinzu kamen diplomatische Missionen; kurz vor der Wahl zum Dogen war er Verhandlungsführer mehrerer oberitalienischer Kommunen.
Während seiner dreizehnjährigen Herrschaft gelang 1409 die Rückgewinnung des 1358 an Ungarn abgetretenen Dalmatien. Mit Steno begann zudem, sieht man vom bereits früher besetzten Treviso ab, die Ausdehnung des Staatsgebietes auf das oberitalienische Festland, die Terraferma. Erst 1437 fand diese Eroberung von Gebieten des römisch-deutschen Reiches kaiserliche Anerkennung als Reichslehen.

## Herkunft, Familie

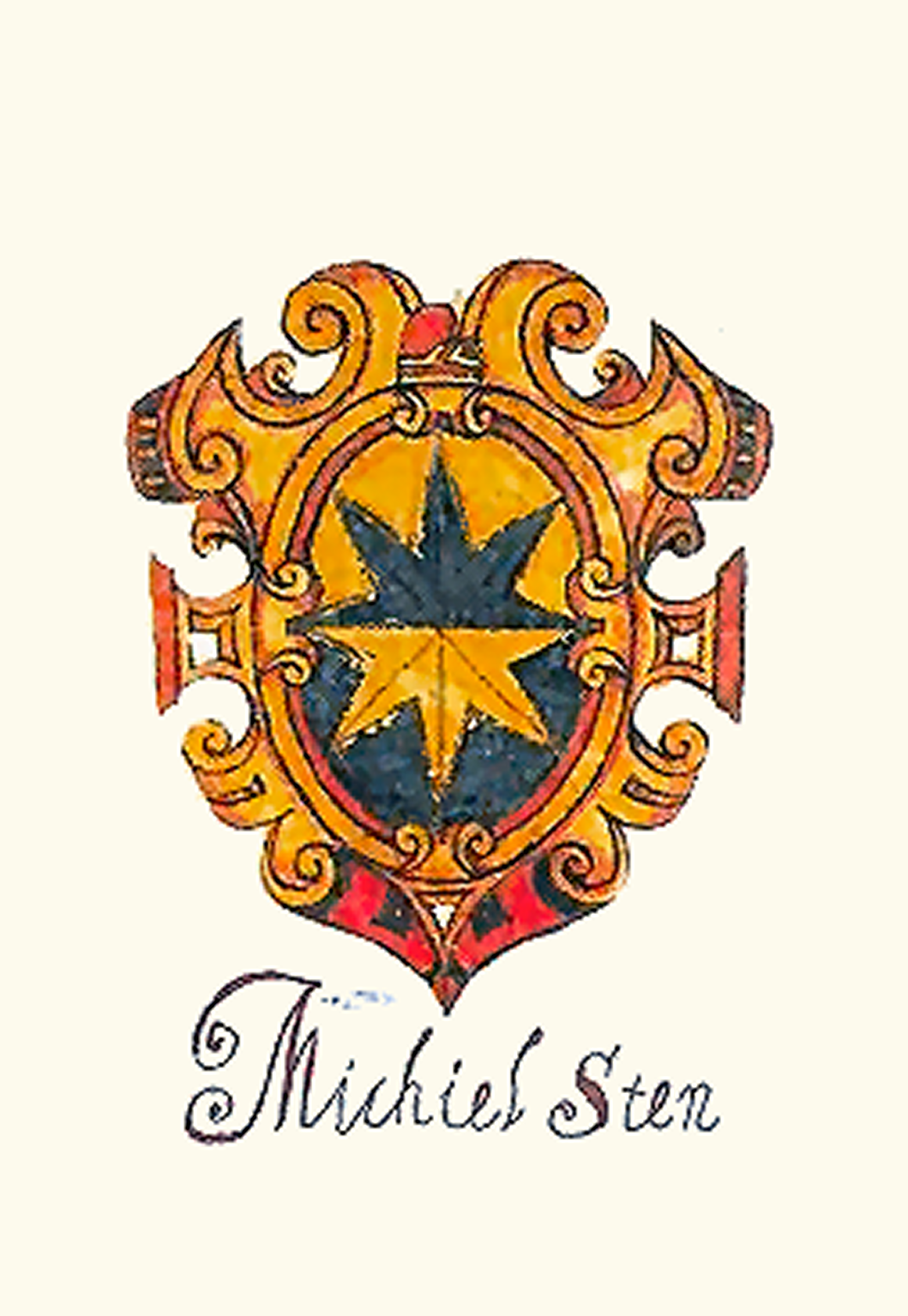
Wappen des „Michiel Sten“ nach Vorstellungen des frühen 17. Jahrhunderts

Michele Steno wurde um 1331 als Sohn des Giovanni Steno und der Lucia Lando geboren. Dieser Zweig der Familie Steno stammte aus der Gemeinde S. Maria del Giglio, doch konnte er sich nicht dauerhaft unter den einflussreichsten Familien etablieren. Die Familie starb schließlich zu Beginn des 15. Jahrhunderts aus.
Giovanni Steno reüssierte in den höchsten Ämtern, kam jedoch in einer Seeschlacht gegen die Genuesen 1352 am Bosporus ums Leben (Bosporuskrieg). In seinem Testament vom 3. Dezember 1351 hatte er bereits seinen Sohn Michele bevorzugt ausgestattet. Sein anderer Sohn Fantino, der 1358 wiederum seinen Bruder als Universalerben einsetzte, da er mit seiner Frau Maria keine Kinder hatte, starb wahrscheinlich wenig später. Zudem hatte Michele drei Schwestern, nämlich Franceschina, Donata und Cristina, die Benediktinerin in S. Lorenzo wurde.
Michele Steno war ab 1362 mit Marina Gallina verheiratet, Angehörige einer der tribunizischen Familien. Sie war dementsprechend von 1400 bis 1413 als Ehefrau des Dogen automatisch Dogaressa. Sie lebte bis 1422.

## Leben
Steno war vor seiner Wahl zum Dogen Consigliere, Admiral und Diplomat. Während seiner Amtszeit als Procuratore de supra ließ er die Kapelle San Domenico in San Zanipolo erbauen.

### Verwicklung in eine Verschwörung, Staatsämter, gesellschaftlicher Aufstieg
Steno wurde in jungen Jahren in die Verschwörung des Marino Falier verwickelt. Der Gerichtshof der Quarantia verurteilte ihn am 20. November 1354, weil er zusammen mit seinen Kumpanen in der Sala del Camino im Dogenpalast über den Dogen „multa enormia verba loquentia in vituperium domini ducis et eius nepotis“ geschrieben hatte. Dafür musste er einen Monat im Gefängnis des Dogenpalastes verbringen. Offenbar gab es Feindseligkeiten zwischen den Falier und den Steno.
Um den Vorgang rankten sich bald Legenden. Steno habe sich in eine Dame der Dogaressa, wenn nicht gar in die zweite Ehefrau des Marino Falier, in Aluica Gradenigo selbst verliebt. Vom Dogen für dieses unwürdige Verhalten getadelt, habe Michele Steno an den Dogenstuhl geschmiert: „Marin Falier de la bela moier, altri la galde e lui la mantien“ (sinngemäß: Marino Falier von der schönen Ehefrau, andere haben sie und er unterhält sie). Folgt man dieser Deutung, so war es die schwache, zu wenig empörte Reaktion des Patriziats, das nur unzureichend für den alten Dogen eintrat, die Marino Falier dazu veranlasste, einen Staatsstreich zu unternehmen, der jedoch im April 1355 scheiterte und mit der Hinrichtung des Dogen endete. Rationalere Motive liegen womöglich im katastrophalen Verlauf des Krieges gegen Genua (1350–1355).

### Ehe (1362), Schiffskonvoi nach Konstantinopel (1369), Rat der Zehn (1370)
Michele Steno heiratete 1362 Marina Gallina; sie hinterließ fünf Testamente (1401, 1407, 1408, 1409, 1422) starb lange nach ihrem Ehemann am 4. Mai 1422. Das Paar blieb kinderlos, die Dogaressa wurde in Sant’Andrea della Zirada beigesetzt.
Michele Steno füllte weiterhin gehobene Positionen aus. 1365 wurde er zum Capitano della Riviera d’Istria ernannt, im Juni 1369 wurde er zum Patron einer der Galeeren der Muda (Schiffskonvoi) in die Romania, also in das Gebiet des Byzantinischen Reiches. Nach seiner Rückkehr wurde er im Februar 1370 Mitglied im Rat der Zehn, am 13. Februar wurde er Caposestiere von San Marco, doch trat er von diesem Amt zurück, als er zu einem der drei als Capo bezeichneten Männer gewählt wurde, einer Art Vorsitzende des Rates der Zehn. Erneut im Oktober 1373 wurde er in dieses höchst brisante Amt gewählt, das sehr weitreichende Rechte besaß. Innerhalb des Rates wurde er zum Inquisitore, worin sich eine Strategie des Aufstiegs abzeichnet, die Steno mehrmals anwandte.

### Ämterverbot (1379–1380), Modon und Koron (1381), Vertrag mit Achaia
Doch im Mai 1379 war er einer derjenigen, die hinter der Wahl des Capitano generale da Mar, Vittore Pisani, steckten, dessen Angriff während des Chioggia-Krieges auf die Genuesen vor Pola darin endete, dass die feindliche Flotte in die Lagune von Venedig eindringen konnte. Steno und Giovanni Trevisan, der den Flottenführer in die gleiche Richtung gedrängt hatte, wurden von den Avogadori di Comun – eine Art Chefankläger der Kommune – angeklagt und verurteilt. Michele Steno wurde die Amtsausübung für ein Jahr untersagt. Er durfte nur noch beratend tätig sein.
So übernahm er erst 1381 ein neues Amt, nämlich zusammen mit Paolo Marcello das eines Kastellanes von Modon und Koron, der Doppelfestung auf der Peloponnes im Süden Griechenlands. In dieser Zeit kam es zu einem wichtigen Freundschaftsvertrag mit dem benachbarten Prinzipat von Achaia, vermittelt durch den Bischof von Koron. Damit wurden zugleich langwierige Feindseligkeiten mit den Franken beendet, wie man im östlichen Mittelmeerraum allgemein die Kreuzfahrer nannte. Durch sein geschicktes Vorgehen empfahl er sich für höchste Beratungsfunktionen und Ämter.

### Sonderkommission für den Staatshaushalt (1384), Eindämmungsversuch gegen Verona (1385)

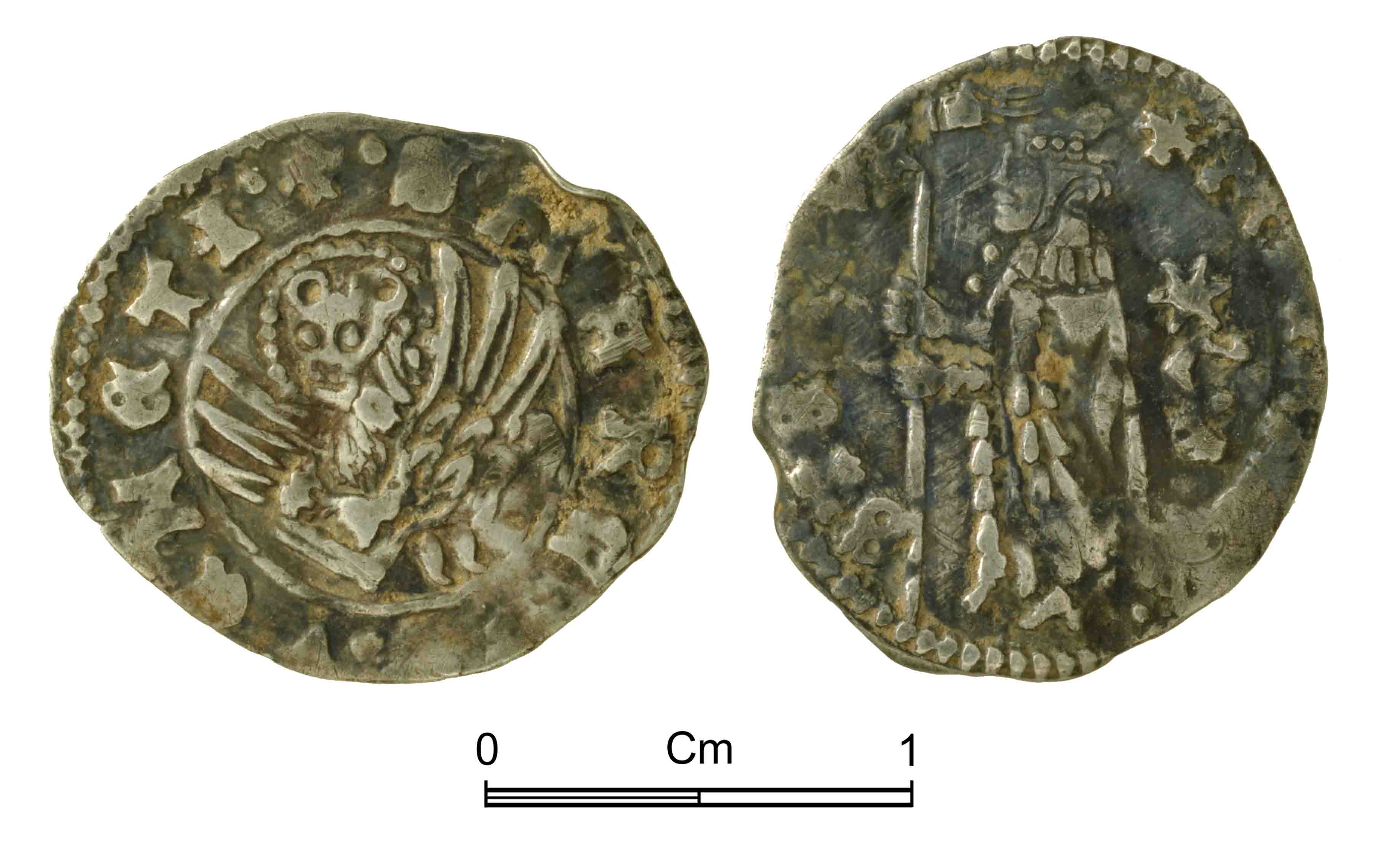
Unter Steno geprägter Soldino, 0,39 g, wiederentdeckt im Vale of Glamorgan im Süden von Wales

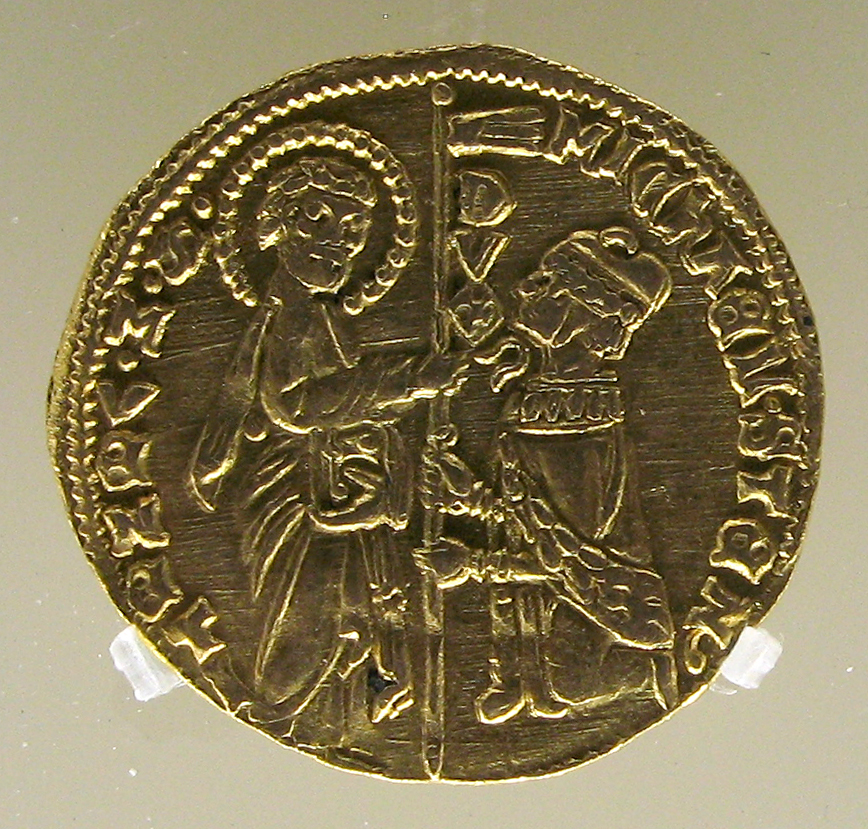
Golddukaten des Dogen Michele Steno: der Doge kniend vor dem Evangelisten Markus, der ihm das Banner reicht, Numismatisches Museum Athen

Am 17. November 1384 wurde er von den Pregadi, dem späteren Senat, in eine Kommission berufen, die die finanziellen Schwierigkeiten lösen sollte, in die der Staatshaushalt geraten war. Gemeinsam mit Pietro Corner, Ludovico Loredan, Benedetto Soranzo und Domenico Bono legte er eine Reihe von Vorschlägen vor, die, allesamt angenommen, sich um Steuererhöhungen, Personalreduzierung und Wechselkurse drehten.
Unmittelbar danach, am 17. Januar 1385, sollte er mit den Kastellanen des Patriarchen von Aquileia in Grado, und mit Udine zu einem Vertrag gelangen, um die Expansion der Carrara von Verona nach Friaul zu bremsen. Auch sollte er die Unterstützung Paduas für den Patriarchen von Aquileia sichern.

### Podestà von Chioggia, Senat, Korfu, Prokurator von San Marco (1385–1386)
Im März 1385 wurde Steno Podestà von Chioggia, dann Mitglied der Zonta des Senats ab dem 29. September, Bailò und Capitano von Korfu ab dem 29. Juli 1386. Schließlich stieg er am 30. Dezember 1386 zum Prokurator von San Marco auf, eine der wenigen Positionen im Staatsapparat, die auf Lebenszeit vergeben wurden. Daneben wurde er immer wieder zwischen 1384 und 1399 zum Savio del Consiglio gewählt. Zu diesen Sonderkommissionen zählten die besagten Savi oder Sapientes, die sich um die Lagune kümmerten (Herbst 1391), oder um Istrien (September 1392) sowie eine weitere Kommission, der Steno angehörte.

### Gesandter in Ferrara (1393–1396), bei Sigismund (1397), Expansion der Mailänder Visconti
Neben seine bereits absolvierten diplomatischen Missionen traten mindestens fünf Gesandtschaftsreisen nach Ferrara zwischen 1393 und 1396, mit deren Hilfe man versuchte, die Expansion Mailands – er verhandelte auch mit dessen Herrn Gian Galeazzo Visconti – und von Florenz in der Romagna zu begrenzen. Auch reiste er nach Ungarn an den Hof Sigismunds, des späteren Kaisers, wo er am 13. März 1397 vorstellig wurde. Dabei galt es zugleich, nicht den Handel über Rialto zu gefährden.
Steno avancierte zwischen Frühjahr 1398 und Frühjahr 1400 zu einer Art Verhandlungsführer aller Kommunen, also von Florenz, Bologna, Padua, Ferrara und Mantua, gegen den Visconti. Als der Doge Antonio Venier erkrankte, war der Weg zur Dogenwahl schon beinahe frei.

### Das Dogenamt

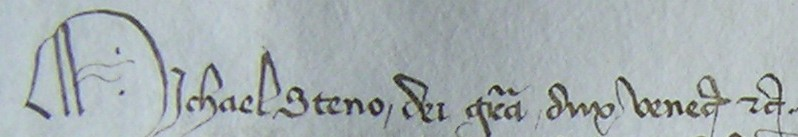
Intitulatio des Dogen von 1402: „Michael Steno Dei gratia dux Venec(iarum) etc.“, Urkunde Stenos für Messina im Archiv der Herzöge von Medinaceli, Palacio Tavera, Toledo

Der Große Rat schritt kaum eine Woche nach dem Tod des alten Dogen zur Wahl. In der späten Sitzung des 1. Dezember 1400 erhob die Versammlung des Adels Michele Steno zum „Dei gratia dux Venetiarum“. Die Wahl Michele Stenos in das Dogenamt wurde mehrere Monate lang mit Bällen, Umzügen und Schauspielen aller Art gefeiert, was einen Mailänder Gesandten, der zu dieser Zeit anwesend war, zu größter Bewunderung veranlasste.
Zunächst brachten die politischen Aktivitäten König Ladislaus’ II. von Anjou-Durazzo, seit 1386 König von Neapel, die Gelegenheit, die Kontrolle über Korfu (1402) und Dalmatien (1409) zurückzugewinnen, wofür Venedig dem König erhebliche Geldsummen zahlte.
Der überraschende Tod des Mailänders Gian Galeazzo Visconti am 3. September 1402 drohte in Italien ein politisches Vakuum nach sich zu ziehen. Steno strebte die Erweiterung des venezianischen Staatsgebietes auf der Terraferma an, gehörte also zur Kriegspartei. Unterstützt wurde er in seiner Eroberungspolitik durch seinen Vertrauten und Berater, den jungen Francesco Foscari, der später einer der bedeutendsten Dogen wurde. 1404 begann der Feldzug auf dem Festland, bei dem Padua, Verona, Vicenza, Feltre, Belluno und Bassano unterworfen wurden. Steno und seine Anhänger betrachteten Oberitalien mit seinen Alpenpässen, sowie die reichen lombardischen und romangnolischen Märkte als unabdingbares Gegenstück zu den von Venedig (und zunehmend Genua) beherrschten Märkten des östlichen Mittelmeerraumes.
Nur selten noch nennen die Quellen persönliche Haltungen des Dogen, so etwa, als Francesco Novello da Carrara als Gefangener und im Gewand des Büßers vor ihn trat, und Steno verachtungsvoll meinte: „Vui haverete quella mercede che haverete meritado“ (Ihr werdet den Lohn erhalten, den ihr verdient habt).
Unter Steno wurde die Zahl der Mitglieder des Senats verdoppelt und das Gericht der Auditori nuovi alle sententie eingerichtet, das für Rechtsfälle auf der Terraferma zuständig war. Die Angehörigen dieses Gerichts kontrollierten die Verwaltungsorgane auf der Terraferma und waren mit weitreichenden Vollmachten ausgestattet. Die Promissione ducale, der schriftlich fixierte Eid des Nachfolgers Tommaso Mocenigo, weist darauf hin, dass man weiterhin versuchte, den Einfluss des jeweiligen Dogen einzugrenzen und Kompetenzen den Avogadori di Comun zu übereignen, mit denen auch Steno in Konflikt geraten war.
Während seines Dogats ereignete sich in Venedig eine Reihe von Naturkatastrophen, wie das außergewöhnliche Hochwasser und ein Orkan im Jahre 1410.
Für die repräsentative Ausgestaltung der Südfront des Dogenpalastes stiftete er das so genannte Stenofenster, nach der Inschrift im Jahre 1404, das von den Brüdern dalle Masegne geschaffen wurde.

### Testament, Tod

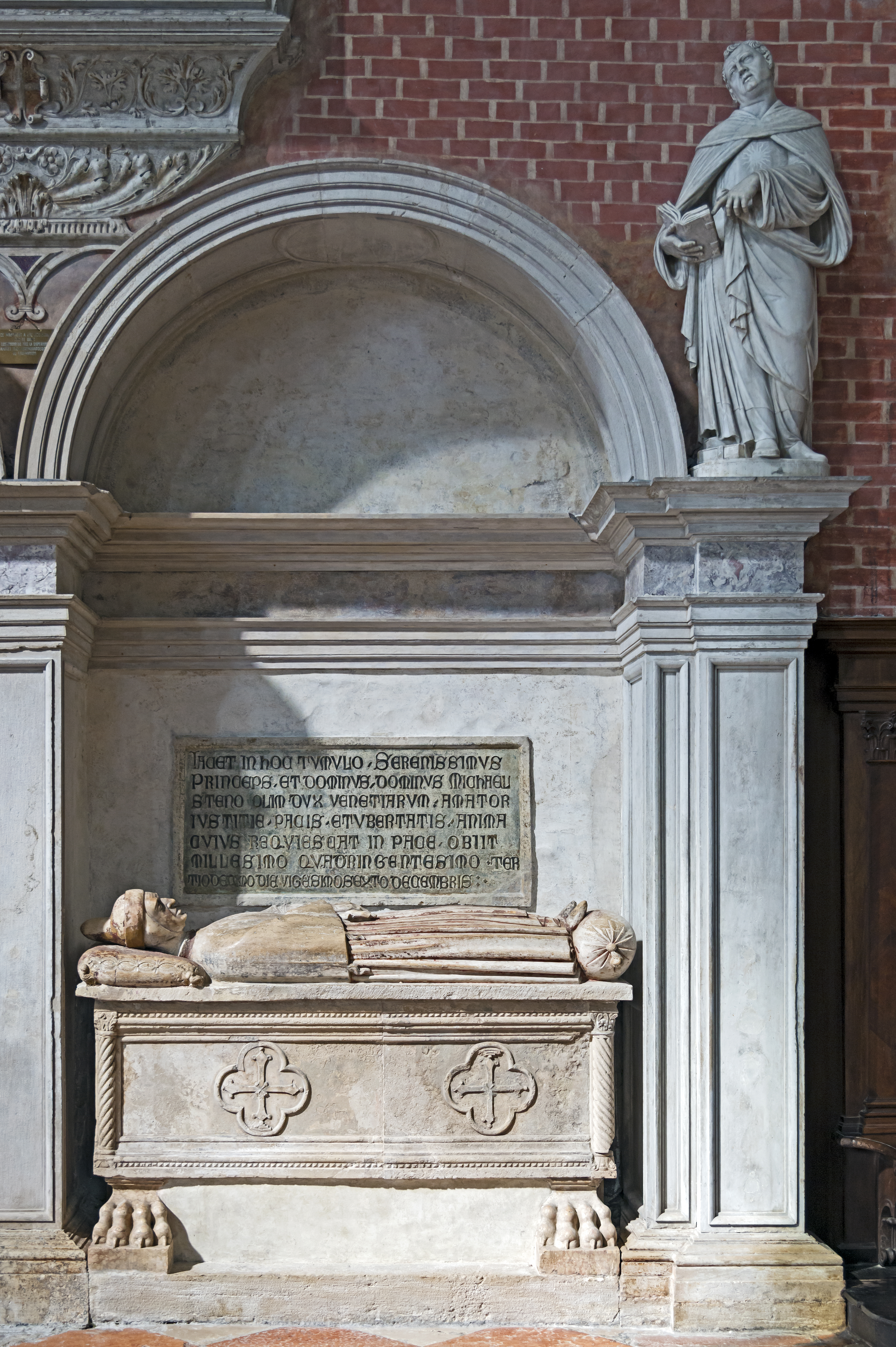
Das Grabmonument Michele Stenos, seit 1811 in San Zanipolo. Der spätgotische Baldachin des Grabes, dessen Aussehen noch im Kodex Gradenigo-Dolfin überliefert ist, ist verloren.

Steno starb am 26. Dezember 1413 als Repräsentant und einflussreicher Vertreter eines stabilen Staatswesens, ausgestattet mit reichhaltiger Liquidität, umfangreichem Immobilienbesitz und zahlreichen Anleihescheinen, die er gezeichnet hatte, und die regelmäßige Zinsen einbrachten. Er umgab sich mit zahlreichen Kunstwerken und schönen Objekten, wie sich seinem Testament vom 23. Juli 1413 entnehmen lässt. Auch hinterließ er seiner Witwe ein umfangreiches Erbe, stattete kirchliche und weltliche Institute, aber auch wohltätige Einrichtungen und sein Personal reich aus. Darunter waren seine „socii“, „camerieri“ und der „ballottino“ Pietro, aber auch die Notare an der Kanzlei.
Den größten Teil des verbleibenden Vermögens erhielt jedoch, dazu 1000 Dukaten, der Neffe Fantino Pizzamano. Eine Nichte, Polissena Navagero, wurde wiederum Haupterbin der Witwe und einstigen Dogaressa.

## Grabmonument

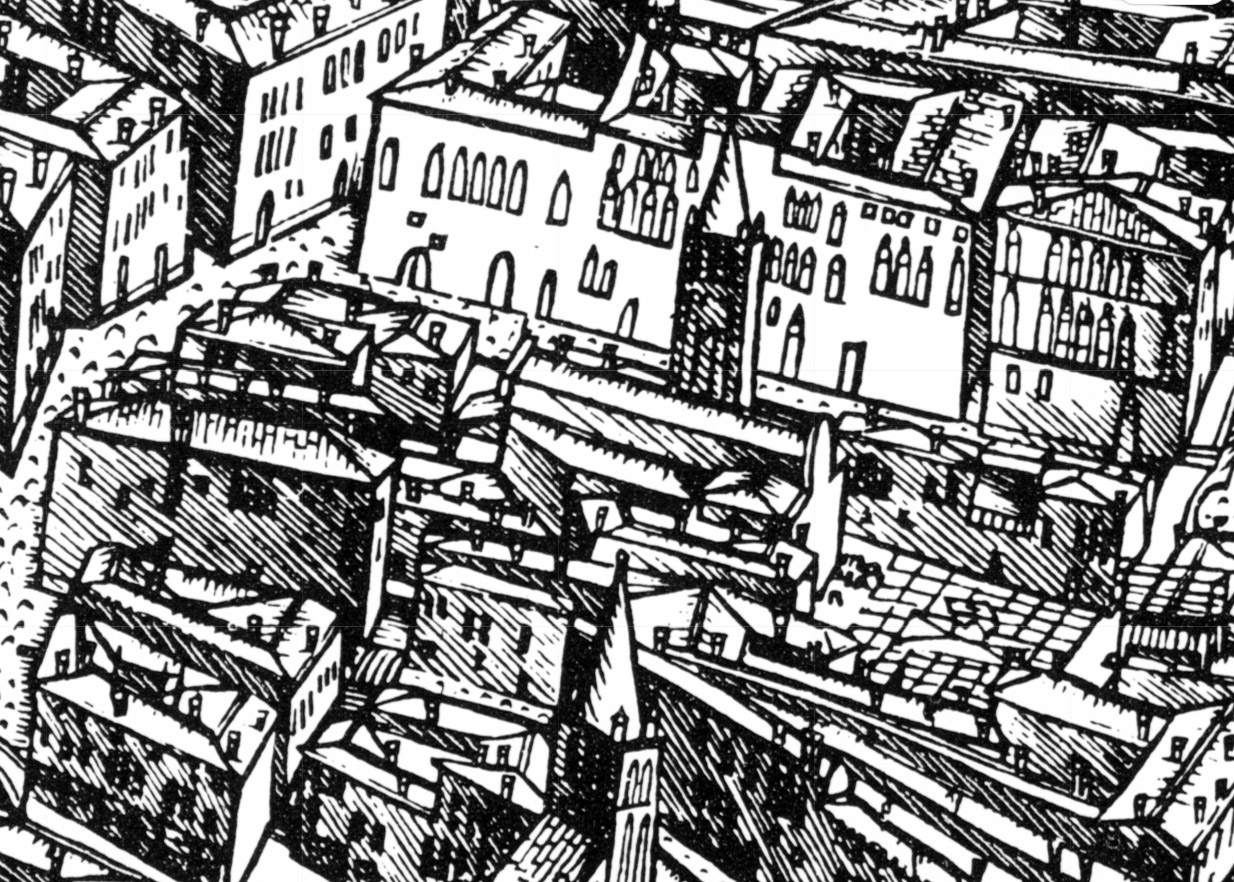
Die Kirche Santa Marina östlich der Rialtobrücke im Plan des Jacopo de’ Barbari, um 1500 (Detail)

Steno wurde in der Kirche S. Marina beigesetzt, in einem Grabmal, das er selbst noch testamentarisch in Auftrag gegeben hatte. Sein Grabmonument wurde oberhalb der Eingangspforte untergebracht. Seine Witwe ließ sich, wie aus älteren Beschreibungen hervorgeht, als Witwe darstellen. Diese Darstellung in einer Mosiaklünette muss also nach 1413 und vor 1422 entstanden sein. Seine Frau, die zusammen mit Fantino Pizzamano für die endgültige Fertigstellung des Grabmonuments gesorgt hatte, zog sich in die Gemeinschaft von S. Andrea della Zirada zurück, wo sie noch etwa zehn Jahre bis zu ihrem Tod verbrachte, und wo sie auch begraben wurde.
Nach Sansovino trug sein Grab die Inschrift „HIC IACET CORPUS SERENISSIMAE D. MARINAE UXORIS Q. SERENISS. ET ECCELLENTISS. PRINCIPIS D. D. MICHAELIS STENUS OLIM INCLYTI DUCIS VENETIARUM, QUAE OBIIT DIE 4 MENSIS MAII MCCCCXXII. ANIMA CUIUS REQUIESCAT IN PACE“.
Nach der Zerstörung der Kirche während der französischen Herrschaft wurde Stenos Sarkophag nebst Inschrift 1811 in die Basilika San Zanipolo verbracht, der Rest des Monuments ist verschollen. Von dem ursprünglichen Monument verblieb nur eine Zeichnung aus dem 18. Jahrhundert.

### Unveröffentlichte Quellen
- Staatsarchiv Venedig, Maggior Consiglio, Deliberazioni, reg. 21, cc. 111v–116v, 230v–231v.

Senato, Deliberazioni Misti, reg. 39, c. 11v, 24r, 37v, 38r–38v, 41r, reg. 40, c. 136v, reg. 42, c. 27r, 31r, 44v, 53v, 79v, 102r, reg. 43, c. 30r, 85v, 97v, 153r, reg. 44, c. 21v, 93v, 126v; Senato, Secreti alfabetici, reg. R (e), c. 9v, 75v, 80r, 82r, 115v, 124r, 128r, 143r.
Consiglio di dieci, Deliberazioni miste, reg. 6, c. 80v, 85r, 125v.
Segretario alle voci, Misti, reg. 2, c. 19v, reg. 3, c. 6v, 22v, 34v, 41v.
Miscellanea codici, Storia veneta, Genealogie di Priuli, busta 28, folia 4994 f.
Notarile. Testamenti, busta 108, n. 290 (Testament der Marina Gallina, 1401); busta 355, n. 28 (Testament der Marina Gallina, 1407); busta 364 (Protokoll des Basilio Darvasio), n. 220 (Testament des Michele Steno); busta 720 (Protokoll des Gasparino de Mani), c. 143r–143v (Testament der Marina Gallina, 1420); busta 988/1, n. 69 (Testament der Marina Gallina, 1408); busta 1114 (Protokoll des Stefano Pettenello), c. 46r (Testament des Fantino Steno), c. 62r (Testament des Giovanni Steno), c. 92r (Testament der Marchesina Marcello).
Podestà di Chioggia, busta 1, f. 4 (Michele Steno, 1385–1386).
- Biblioteca nazionale Marciana, It. VII, 18 (8307), c. 102v.

### Editionen
- Riccardo Predelli (Hrsg.): I libri commemoriali della Repubblica di Venezia. Regesti, Bd. III, Venedig 1883, l. VIII, n. 126, 364, l. IX, n. 1, 11, 31, 87 f., 109, 168, 174. (Digitalisat)
- Marino Sanudo, Vite de’ duchi di Venezia (=Rerum Italicarum Scriptores, XXII), Mailand 1733, S. 784–885.
- Vittorio Lazzarini: Marino Faliero. Avanti il Dogado – La congiura – Appendici, Florenz 1963, doc. II, S. 259 f.
- Julian Chrysostomides (Hrsg.) Monumenta Peloponnesiaca. Documents for the history of the Peloponnese in the 14th and 15th centuries, Athen 1995, n. 17, 25–26, 32–33, 109, 162, 186, 188, 199, 202, 291.
- Angela Caracciolo Aricò (Hrsg.): G. Dolfin, Cronicha dela nobil cità de Venetia et dela sua provintia et destretto, Bd. II, Venedig 2009, S. 119–170.
- Andrea Nanetti (Hrsg.): Il codice Morosini. Il mondo visto da Venezia (1094–1433), Bd. I, Spoleto 2010, S. 200–530.
- Andrea Mozzato (Hrsg.): Venezia – Senato. Deliberazioni miste. Registro XXXIII (1368–1372), Bd. 18, Venedig 2010, nn. 134, 138.